# Uacari del Pico da Neblina
El uacari del Pico da Neblina (Cacajao hosomi) és una espècie de primat platirrí de la família dels pitècids. Viu al bosc de l'Amazònia, al nord-oest del Brasil i el sud de Veneçuela. El Pico da Neblina marca el centre del seu àmbit de distribució conegut i és l'origen del seu nom. És exclusivament arborícola i viu al dosser dels boscos humits, a una altitud d'entre 100 i 1.500 msnm.